# 張問行 (萬曆進士)
張問行（？—？），號見衡，山東濟南府陽信縣人，明朝政治人物。

## 生平
萬曆十年（1582年）壬午科順天鄉試第五名舉人。萬曆二十年（1592年），登壬辰科第三甲第一百二十五名進士，禮部觀政，十二月授漢中府推官，卒。

## 家族
曾祖張鳳；祖父張選；父張環。